# Coustouges
Coustouges – miejscowość i gmina we Francji, w regionie Oksytania, w departamencie Pireneje Wschodnie.
Według danych na rok 1990 gminę zamieszkiwało 119 osób, a gęstość zaludnienia wynosiła 7 osób/km² (wśród 1545 gmin Langwedocji-Roussillon Coustouges plasuje się na 783. miejscu pod względem liczby ludności, natomiast pod względem powierzchni na miejscu 468.).

## Zabytki
Zabytki na terenie gminy posiadające status monument historique:
- kościół św. Marii (Église Sainte-Marie de Coustouges)

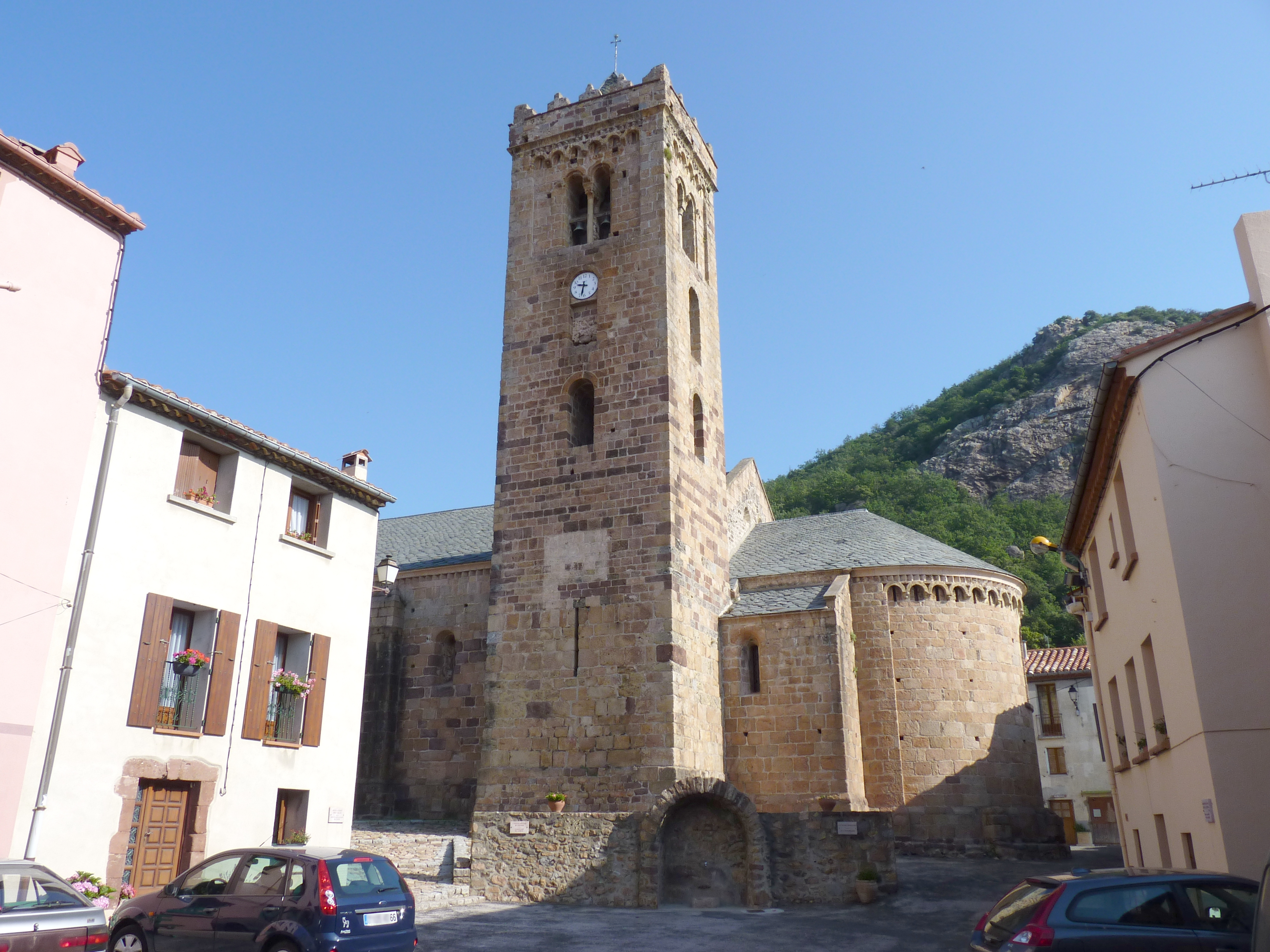
Kościół w Coustouges, 2010

## Populacja

Populacja Coustouges w latach 1962–2008